# 海渤日戈镇
海渤日戈镇，是中华人民共和国吉林省松原市前郭尔罗斯蒙古族自治县下辖的一个乡镇级行政单位。

## 行政区划
海渤日戈镇下辖以下地区：
孤杨村、阎家窝堡村、腰井子村、双龙山村、长发屯村、朝阳坡村、旱龙坑村、三义井子村、深井子村、十家户村、七棵树村、深井子林场村和深井子牧场村。